# Gilberto Murgas
Gilberto Murgas (El Refugio, El Salvador, 22 de enero de 1981) es un exfutbolista de El Salvador que jugaba en la posición de centrocampista.

## Carrera

### Club
| Periodo   | Club            |
| --------- | --------------- |
| 1999-2006 | CD FAS          |
| 2007–2008 | CD Chalatenango |
| 2008–2010 | CD Águila       |
| 2010–2011 | CD FAS          |

### Selección nacional
Murgas debutó con El Salvador en julio de 2000 en un partido amistoso ante México, y llegó a jugar 42 partidos internacionales donde anotó 4 goles.
Representó a El Salvador en 6 eliminatorias mundialistas, jugó tres ediciones de la Copa UNCAF y en la Copa de Oro de la Concacaf 2003.
Su retiro internacional fue en febrero de 2007 en la Copa Uncaf 2007 ante Costa Rica.
| # | Fecha      | Sede                                                       | Rival      | Marcador | Resultado | Torneo                          |
| - | ---------- | ---------------------------------------------------------- | ---------- | -------- | --------- | ------------------------------- |
| 1 | 15-2-2003  | Estadio La Pedregaleña, Colón Panamá                       | Honduras   | 1-0      | 1-0       | Copa Uncaf 2003                 |
| 2 | 8-7-2003   | Reliant Stadium, Houston, Estados Unidos                   | Guatemala  | 1-2      | 1-2       | Amistoso                        |
| 3 | 19--7-2003 | Gillette Stadium, Foxborough Massachusetts, Estados Unidos | Costa Rica | 1-1      | 2-5       | copa de Oro de la Concacaf 2003 |
| 4 | 12-5-2004  | Robertson Stadium, Houston, Estados Unidos                 | Haití      | 2-2      | 3-3       | Amistoso                        |

## Logros
- Primera División de El Salvador (5): Clausura 2002, Apertura 2002, Apertura 2003, Apertura 2004, Clausura 2005